# Éva Le Roi
Éva Le Roi (Caen, 1987) is een Franse illustrator en kunstenaar die in Brussel woont en werkt. Ze studeerde illustratie aan de École Estienne in Parijs en beeldende kunst aan de École Supérieure des Arts Décoratifs in Strasbourg. In haar werk legt ze sterk de focus op stedenbouw en architectuur, zij onderzoekt de relatie tussen gebouwde structuren en zijn omgeving. Haar stijl typeert zich door originele, autonome maar vooral ambachtelijke tekeningen. Ze heeft samengewerkt met ingenieurs- en architectenbureaus aan tentoonstellingen, wedstrijden en institutionele evenementen.

## Professionele carrière
Sinds januari 2011 is Éva Le Roi actief als freelance ontwerper en ze heeft gedurende deze jaren werk verricht voor verschillende bureaus (Xaveer De Geyter Architects, AUC, 51N4E en Nicolas Firket Architects), wedstrijden, tentoonstellingen en institutionele evenementen. Buiten deze freelance opdrachten doceert ze masterstudenten het vak architectonische representatie aan de UCLouvain aan de faculteit van architectuur van het LOCI te Brussel.
Van januari tot februari in het jaar 2011 heeft zij gewerkt bij Xaveer De Geyter Architects waar ze twee maanden werkte aan het Masterplan van Paris Saclay. In juli datzelfde jaar werkte zij mee aan de muurillustratie voor de tentoonstelling “Double or Nothing” in de BOZAR te Brussel.
In het voorjaar van 2012 werkte ze twee maanden aan de illustratie van het stadsplanningsproject “Caen presqu'île” voor L’AUC te Parijs. In mei, later dat jaar ontwierp ze de tekeningen voor de herfst-winter 2013-catalogus van het merk Bellerose. In juni tot augustus werkte Éva Le Roi mee aan de grafische opstelling van het POST-CITY-project, voor het Luxemburgse paviljoen op de Architectuurbiënnale van Venetië 2012.
In maart van het jaar 2013 werkte zij aan de productie van een 14-delige serie tekeningen rondom het thema “wat is goede architectuur?” Dat deed ze als grafische bijdrage voor de architectuur theoretische recensie in OASE # 90.
Van juni tot november in het jaar 2014 deed zij een grafische bijdrage in de Monditalia Pavillion de l’Arsenal te Parijs voor het project “Architecture of Fulfilment” met haar zes meter lange collage-tekening. Dit project maakte deel uit van de Architectuurbiënnale van Venetië 2014. Van september tot oktober was ze twee maanden tewerkgesteld bij Workroom Architecture, een bureau gevestigd in Brussel. Ze werkte er aan de grafische kant van de “Productive BXL”  stedenbouwkundige studie.
In 2018 exposeerde Éva Le Roi samen met andere kunstenaars een reeks werken op het Japanse paviljoen voor de 16de Internationale Architectuurbiënnale in Venetië, waar Architectonische Etnografie het hoofdthema vormde. In datzelfde jaar maakte zij tekeningen in metrostation IJzer nabij Kanal-Centre Pompidou. De illustraties gebruikten de architectonische elementen uit de iconische citroengarage als inspiratiebron, waar het museum zal plaatsvinden voor het project “Kanal Underground”.
In 2019 werkte Éva Le Roi samen met WBDM (Wallonie-Bruxelles Design Mode) architect Pierre Burquelaan het boek “Vijf verhalen van São Paulo” die de bijzondere grootstedelijke omstandigheden illustreren van de stad Sao Paulo (zie hoofdstuk “Werken").

## Werken
De tekeningen die Éva Le Roi maakt zijn allemaal getekend met de hand. Het proces van haar tekeningen is lang en pijnlijk maar het levert wel originele werken op. De tijd die ze geeft aan haar zelf, vóór ze begint aan haar tekeningen, is essentieel. Wat er na volgt, beschouwt ze het als een meditatie. Juiste beademing is ook cruciaal tijdens haar tekenproces. Ook al was ze na haar studies sterk bezig met stedenbouw, had ze nooit gedacht dat haar tekeningen zoveel aandacht zou krijgen bij ingenieurs en architecten. Aanvankelijk zag ze de stad als een vorm om te ontdekken, een schuilplaats voor sociale, menselijke en politieke problemen. Haar huidige werken zijn geëvolueerd naar meer concrete opdrachten, zoals projectpreviews en communicatieve beelden. Elke tekening van Éva Le Roi is een autonoom stuk, onafhankelijk van de werken die ze levert aan de architectenbureaus. De klanten respecteren ook haar creatieve proces. Zij werkt ook aan open concepten waarbij zij verantwoordelijk is voor het vormgeving van denkbeeldige projecten. De focus van haar tekeningen ligt op het concept van materiaal, perspectief en geometrie. Dat is ook duidelijk te zien in haar werken.

#### Usines Citroën – Musée Kanal Pompidou, IJzer metrostation, Brussel
In opdracht van Stichting KANAL, had Éva Le Roi haar tekeningen van het oude Citroëngarage in Brussel, voor het eerste keer tentoongesteld in een publieke ruimte voor andere doelgroep dan voor professionals in de architectuursector. Haar reeks van 22 tekeningen kon men bezichtigen in het metrostation IJzer in Brussel. De tekeningen waren haar reflectie op de historisch industriële verleden van het voormalige Citroëngarages. Dit historische industriepand  wordt nu gebruikt als KANAL-Centre Pompidou, museum voor moderne en hedendaagse kunst en architectuur. Een tentoonstellingsreeks ‘KANAL Underground’ in metrostation IJzer, is een resultaat van de samenwerking tussen de MIVB, Brussel Mobiliteit en de Stichting KANAL. Verschillende originele werken en kunstreproducties van het museum zal tentoongesteld worden door ‘KANAL Underground’, in de gang van metrostation die naar de uitgang KANAL-Centre Pompidou leidt. De eerste tentoonstelling was de tekeningen van Éva Le Roi.

#### Paris-Saclay, Masterplan
Het masterplan van Paris-Saclay gaat om een site van ongeveer 385 km². Paris-Saclay situeert zich in het zuiden van Parijs, en is een site bestemd voor verschillende lokale universiteiten, onderzoeksfaciliteiten en alle verwante functies ervan. Het masterplan stelt een compacte verstedelijking voor, behoudt de bestaande landbouw en hanteert de bestaande landschap als het hoofdstructuurelement voor het uitzicht van de nieuwe universiteitscampussen. Éva Le Roi maakte voor dit masterplan een futuristische tekening van de wijk Palaiseau.

#### Vijf verhalen van São Paulo
Voor een project reisden Le Roi en architect Pierre Burquel in de zomer van 2019 naar São Paulo om er de bijzondere stedelijke omstandigheden te onderzoeken, in samenhang met de tentoonstelling TODO DIA/EVERYDAY, 12e Bienal de Arquitetura de São Paulo. Het project resulteerde in tekeningen en schetsen en is gepubliceerd in een boek met daarin tekeningen van Éva Le Roi. Vijf stedelijke situaties zijn door een subjectieve axonometrische tekening weergegeven naast een projectie van het dagelijkse gebruik: Telhados, Piscinões, Condomínios, Campos en Galerias.